# کمور سوخته
کمور سوخته، روستایی از توابع بخش مرکزی شهرستان لامرد در استان فارس ایران است.

## جمعیت
این روستا در دهستان حومه قرار دارد و بر اساس سرشماری مرکز آمار ایران در سال ۱۳۸۵، جمعیت آن ۳۱ نفر (۶ خانوار) بوده‌است.